# Eurovision Song Contest 2024

Länder som deltog i finalen.
Länder som inte tog sig till final.
Land som diskvalificerades under tävlingen.
Länder som tävlat förut men inte deltar 2024.

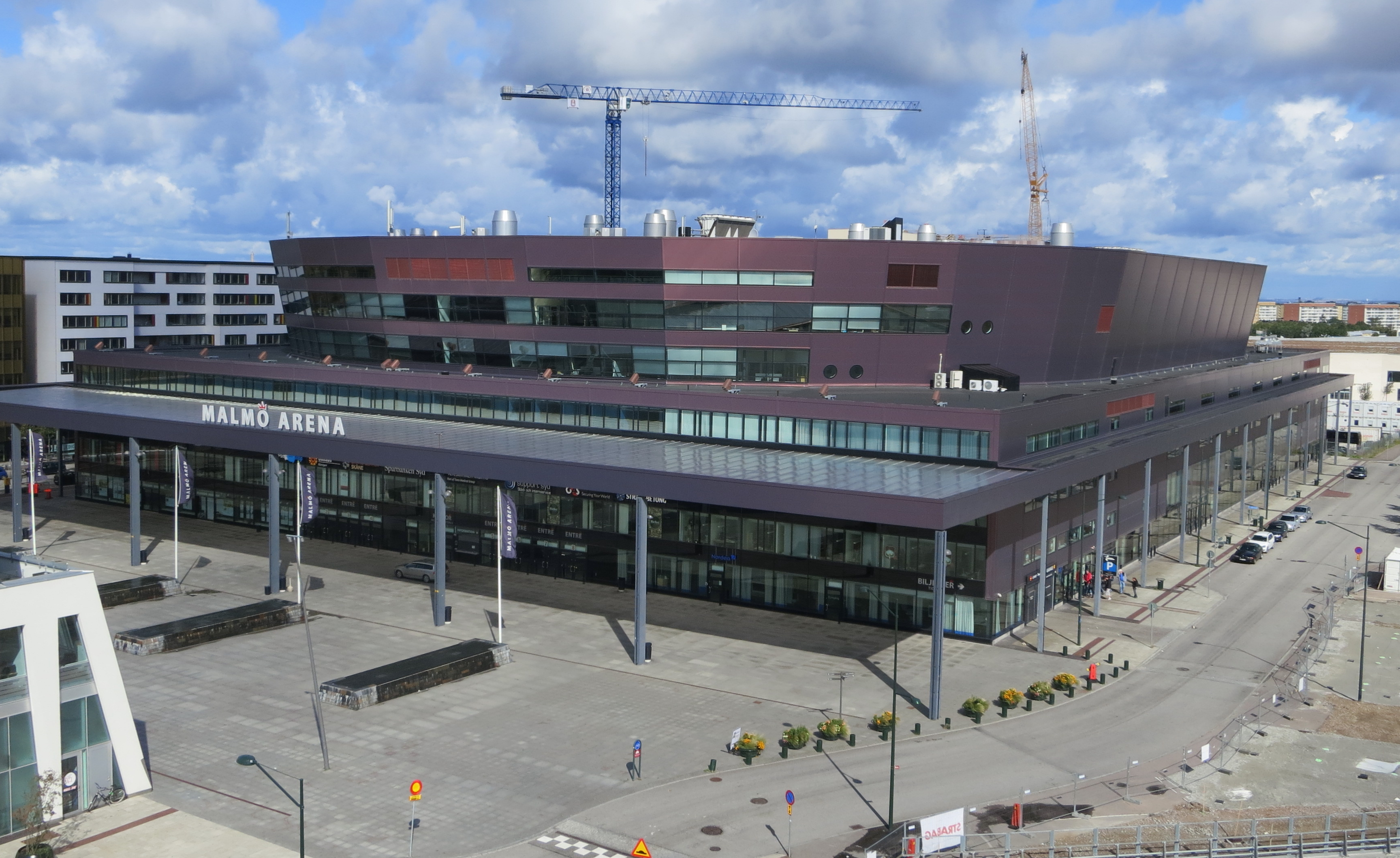
Malmö Arena stod värd för Eurovision Song Contest 2024.

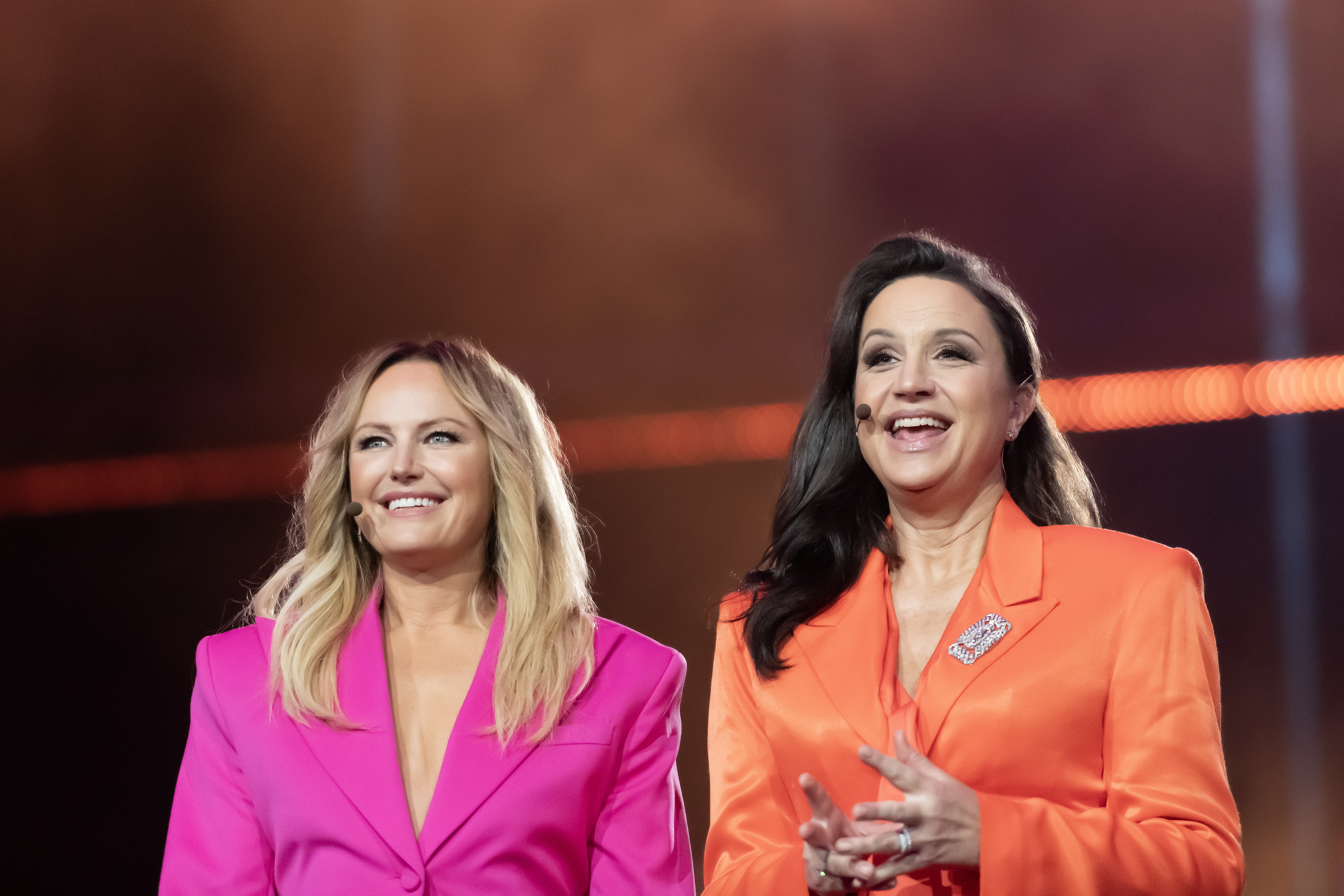
Malin Åkerman och Petra Mede var programledare för Eurovision Song Contest 2024.

Eurovision Song Contest 2024 var den 68:e upplagan av musiktävlingen Eurovision Song Contest. Tävlingen hölls i Malmö efter att Loreen vann föregående år med låten "Tattoo". Liksom 2013 och 2016 var Petra Mede programledare, men denna gång tillsammans med skådespelerskan Malin Åkerman. Vinnare blev Schweiz bidrag "The Code" som framfördes av Nemo.
37 länder deltog i tävlingen, inklusive Luxemburg som återvände till tävlingen efter sitt senaste deltagande 1993. Rumänien återkom inte efter sitt deltagande i tävlingen 2023. Israels medverkan ledde till stora reaktioner och uppmaningar att det skulle diskvalificeras på grund av landets krigföring i Gazaremsan efter Hamas attack den 7 oktober 2023. Nederländerna deltog i tävlingen och gick vidare från den andra semifinalen, men diskvalificerades timmar innan finalen efter att deras artist Joost Klein anklagades för olaga hot.
Det var även en rad svenska jubileer detta år: 50 år sedan Abba vann med "Waterloo", 40 år sedan Herreys vann och 25 år sedan Charlotte Perrelli (då Nilsson) vann.

## Tävlingsupplägg

### Produktion
Eurovision Song Contest 2024 producerades av Sveriges Television (SVT). Kärnteamet bestod av Ebba Adielsson som exekutiv producent, Christel Tholse Willers som biträdande exekutiv producent, Tobias Åberg som ansvarig för produktionen, Johan Bernhagen som exekutiv linjeproducent, Christer Björkman som tävlingsproducent, Per Blankens som TV-producent. Ytterligare produktionspersonal var produktionschef David Wessén, juridisk chef Mats Lindgren, mediachef Madeleine Sinding-Larsen och chefsassistent Linnea Lopez. Edward af Sillén och Daniel Réhn skrev manus till liveshowernas värdsegment och öppnings- och mellanakter. Majoriteten av produktionspersonalen för 2024 har tidigare arbetat i de tre senaste upplagorna av tävlingen som hölls i Sverige: 2000, 2013 och 2016. Malmö kommun bidrog med 30 miljoner kronor till tävlingens budget.
Direkt efter att Sverige hade tagit hem segern av 2023 års tävling påbörjade SVT arbetet med att förbereda 2024 års tävling. Den 14 maj 2023 meddelade Sveriges Televisions vd Hanna Stjärne att bolagets planer var att, liksom 2013 och 2016, arrangera tävlingen på ett ekonomiskt hållbart sätt, med hänvisning till att bolaget beslutat att spara 100 miljoner kronor till 2025, och angav att det inte borde påverka andra program.

### Förändringar i tävlingsupplägget
Nytt för 2024 års upplaga var att röstningen för "Rest of the World"-gruppen skulle öppna 24 timmar före varje sändning och hålla öppet under alla deltagares framträdanden. Detta fördröjdes dock till följd av utredningen kring Joost Klein. För deltagande länder öppnade röstningen i semifinalerna först efter att det sista bidraget framförts, vilket varit fallet i tidigare upplagor. I finalen öppnade röstningen precis innan det första bidraget framfördes och stängde 25 minuter efter att det sista bidraget framförts.
För första gången framförde också "The Big Five"-länderna, Frankrike, Italien, Spanien, Storbritannien och Tyskland, sina bidrag i sin helhet, live under semifinalerna. Bidragen framfördes i den semifinal som landet lottades till att rösta i under semifinallottningen och de framfördes mellan övriga tävlande länder.
I finallottningen kunde länderna även lottas till ett "producenternas val"-alternativ, vilket innebar att tävlingsproducenterna bestämmer var i startordningen dessa länder ska framföra sina bidrag. 13 av de 25 bidragen kunde lottas till "producenternas val" samtidigt som 6 bidrag som vanligt kunde lottas till "första halvan" av startfältet och resterande 6 bidrag till den "andra halvan".

### Slogan
Den 14 november 2023 bekräftade EBU att 2023 års slogan "United by Music" skulle återanvändas till 2024 års tävling och att den blir Eurovision Song Contests permanenta slogan.

### Värdstad
Flera städer visade intresse om att få arrangera Eurovision Song Contest 2024. Malmö blev slutligen utsedd till värdstad. Följande städer anmälde intresse:
Färgkod:  †  Värdarena  ‡   Nominerad
| Stad         | Arena              | Kapacitet        | Notering |
| ------------ | ------------------ | ---------------- | --- |
| Stockholm ‡  | Tele2 Arena        | 40 000           | Tele2 Arena och Friends Arena var storfavoriter till att hålla Eurovision Song Contest 2024, men båda arenorna meddelade snabbt att de, på grund av viktiga fotbollsmatcher, inte ville hålla Eurovision Song Contest 2024. Diskussioner om att eventuellt flytta fotbollsmatcherna, för att öppna upp för Eurovision Song Contest pågick. |
| Stockholm ‡  | Friends Arena      | 65 000           | Tele2 Arena och Friends Arena var storfavoriter till att hålla Eurovision Song Contest 2024, men båda arenorna meddelade snabbt att de, på grund av viktiga fotbollsmatcher, inte ville hålla Eurovision Song Contest 2024. Diskussioner om att eventuellt flytta fotbollsmatcherna, för att öppna upp för Eurovision Song Contest pågick. |
| Stockholm ‡  | Tillfällig arena   | Tillfällig arena | Förslag kring att bygga en tillfällig arena i Frihamnen om inga andra lediga lokaler fanns tillgängliga. |
| Göteborg     | Scandinavium       | 14 000           | Göteborg gick direkt efter Loreens vinst, ut med att de var beredda att hålla Eurovision Song Contest 2024, men att de skulle kolla på de ekonomiska aspekterna innan de sa ja. Senaste gången Eurovision Song Contest hölls i Göteborg var 1985.                                                                                          |
| Malmö        | Malmö Arena †      | 15 500           | Malmö gick direkt efter Loreens vinst, ut med att de var beredda att hålla Eurovision Song Contest 2024, men att de skulle kolla på de ekonomiska aspekterna innan de sa ja. Malmö höll i Eurovision Song Contest i Sverige 2013 och 1992.                                                                                                 |
| Partille     | Partille Arena     | 5 500            | Partille meddelade den 19 maj 2023, att de var öppna för att hålla Eurovision Song Contest 2024. Partille höll i Eurovision Choir 2019. |
| Sandviken    | Göransson Arena    | 10 000           | Sandviken meddelade den 21 maj 2023, att de var öppna för att hålla Eurovision Song Contest 2024. |
| Örnsköldsvik | Hägglunds Arena    | 9 800            | Örnsköldsvik meddelade den 15 maj 2023, att de var öppna för att hålla Eurovision Song Contest 2024. Det skulle dock innebära komplikationer, då de varken har tillräckligt med hotell, eller kapacitet i arenan. Man meddelade då att man skulle hyra in ett kryssningsfartyg, som skulle fungera som hotell för artister och personal.   |
| Jönköping    | Husqvarna Garden   | 7 000            | Jönköping meddelade den 15 maj 2023, att de var öppna för att hålla Eurovision Song Contest 2024. |
| Eskilstuna   | Stiga Sports Arena | 5 000            | Eskilstuna meddelade den 17 maj 2023, att de var öppna för att hålla Eurovision Song Contest 2024. |

## Deltagande länder
Den 5 december 2023 meddelade EBU att 37 länder kommer att delta i tävlingen 2024, men även att Rumäniens sändningsföretag TVR fortfarande var i diskussioner med EBU om sitt eventuella deltagande. Den 25 januari 2024 bekräftade TVR att Rumänien inte kommer att delta. Luxemburg återkom efter att ha senast deltagit 1993.
| Land           | TV-bolag           | Artist                      | Bidrag                                             | Språk                     | Låtskrivare | Ref.   |
| -------------- | ------------------ | --------------------------- | -------------------------------------------------- | ------------------------- | --- | ------ |
| Albanien       | RTSH               | BESA                        | TITAN                                              | Engelska                  | Besa Kokëdhima, Fabrice Grandjean, Gia Koka, Kledi Bahiti                                                                                              | [ 24 ] |
| Armenien       | ARMTV              | Ladaniva                    | Jako                                               | Armeniska                 | Audrey Leclercq, Jaklin Baghdasaryan, Louis Thomas | [ 25 ] |
| Australien     | SBS                | Electric Fields             | One Milkali (One Blood)                            | Engelska, yankunytjatjara | Michael Ross, Zaachariaha Fielding | [ 26 ] |
| Azerbajdzjan   | İTV                | Fahree feat. Ilkin Dovlatov | Özünlə Apar                                        | Engelska, azerbajdzjanska | Edgar Ravinov, Fakhri Ismayilov, Hasan Haydar, Madina Salikh, Tamila Rzayeva                                                                           | [ 27 ] |
| Belgien        | RTBF               | Mustii                      | Before the Party's Over                            | Engelska                  | Arianna Damato, Benoit Leclercq, Charlotte Clark, Nina Sampermans, Pierre Dumoulin, Thomas Mustin                                                      | [ 28 ] |
| Cypern         | CyBC               | Silia Kapsis                | Liar                                               | Engelska                  | Dimitris Kontopoulos, Elke Tiel | [ 29 ] |
| Danmark        | DR                 | SABA                        | SAND                                               | Engelska                  | Jonas Thander, Melanie Gabriella Hayrapetian, Pil Kalinka Nygaard Jeppesen                                                                             | [ 30 ] |
| Estland        | ERR                | 5MIINUST x Puuluup          | (Nendest) narkootikumidest ei tea me (küll) midagi | Estniska                  | Karl Kivastik, Kim Wennerström, Kristjan Jakobson, Marko Veisson, Mihkel Tamm, Priit TomsonRamo Teder                                                  | [ 31 ] |
| Finland        | YLE                | Windows95man                | No Rules!                                          | Engelska                  | Henri Piispanen, Jussi Roine, Teemu Keisteri | [ 32 ] |
| Frankrike      | France Télévisions | Slimane                     | Mon Amour                                          | Franska                   | Meïr Salah, Slimane Nebchi, Yaacov Salah | [ 33 ] |
| Georgien       | GPB                | Nutsa Buzaladze             | Firefighter                                        | Engelska                  | Ada Skitka, Darko Dimitrov | [ 34 ] |
| Grekland       | ERT                | Marina Satti                | ZARI                                               | Grekiska                  | Gino Borri, Jay Lewitt Stolar, Jordan Richard Palmer, Konstantin Plamenov Beshkov, Manolis Solidakis, Marina Satti, Nick Kodonas, Oge, Vlospa          | [ 35 ] |
| Irland         | RTÈ                | Bambie Thug                 | Doomsday Blue                                      | Engelska                  | Bambie Ray Robinson, Olivia Cassy Brooking, Sam Matlock, Tyler Ryder                                                                                   | [ 36 ] |
| Island         | RÚV                | Hera Björk                  | Scared of Heights                                  | Engelska                  | Ásdís María Viðarsdóttir, Ferras Alqaisi, Jaro Omar, Michael Burek                                                                                     | [ 37 ] |
| Israel         | KAN                | Eden Golan                  | Hurricane                                          | Engelska, hebreiska       | Avi Ohayon, Keren Peles, Stav Beger | [ 38 ] |
| Italien        | RAI                | Angelina Mango              | La Noia                                            | Italienska                | Angelina Mango, Dario Faini, Francesca Calearo | [ 39 ] |
| Kroatien       | HRT                | Baby Lasagna                | Rim Tim Tagi Dim                                   | Engelska                  | Marko Purišić | [ 40 ] |
| Lettland       | LTV                | Dons                        | Hollow                                             | Engelska                  | Artūrs Šingirejs, Kate Northrop, Liam Geddes | [ 41 ] |
| Litauen        | LRT                | Silvester Belt              | Luktelk                                            | Litauiska                 | Džesika Šyvokaitė, Elena Jurgaitytė, Silvestras Beltė                                                                                                  | [ 42 ] |
| Luxemburg      | RTL                | TALI                        | Fighter                                            | Engelska, franska         | Ana Zimmer, Dario Faini, Manon Romiti, Silvio Lisbonne                                                                                                 | [ 43 ] |
| Malta          | PBS                | Sarah Bonnici               | Loop                                               | Engelska                  | John Emil Johansson, Joy Deb, Kevin Lee, Linnea Deb, Leire Gotxi Angel, Matthew James Borg, Michael Joe Cini, Sarah Bonnici, Sebastian Pritchard-James | [ 44 ] |
| Moldavien      | TRM                | Natalia Barbu               | In the Middle                                      | Engelska                  | Khris Richards, Natalia Barbu | [ 45 ] |
| Nederländerna  | AVROTROS           | Joost Klein                 | Europapa                                           | Nederländska              | Donny Ellerström, Dylan van Dael, Joost Klein, Paul Elstak, Teun de Kruif, Thijmen Melissant, Tim Haars                                                | [ 46 ] |
| Norge          | NRK                | Gåte                        | Ulveham                                            | Norska                    | Erlend Skjetne, Gunnhild Sundli, Magnus Børmark, Jon Even Schärer, Marit Jensen Lillebuen, Ronny Graff Janssen, Sveinung Ekloo Sundli                  | [ 47 ] |
| Polen          | TVP                | LUNA                        | The Tower                                          | Engelska                  | Aleksandra Katarzyna Wielgomas, Max Cooke, Paul Dixon                                                                                                  | [ 48 ] |
| Portugal       | RTP                | iolanda                     | Grito                                              | Portugisiska              | Alberto Hernández, Iolanda Costa | [ 49 ] |
| San Marino     | SMRTV              | Megara                      | 11:11                                              | Spanska                   | Isra Dante Ramos Solomando, Roberto la Lueta Ruiz, Sara Jiménez Moral                                                                                  | [ 50 ] |
| Schweiz        | SRG SSR            | Nemo                        | The Code                                           | Engelska                  | Benjamin Alasu, Lasse Midtsian Nymann, Linda Dale, Nemo Mettler                                                                                        | [ 51 ] |
| Serbien        | RTS                | Teya Dora                   | Ramonda                                            | Serbiska                  | Andrijano Kadović, Luka Jovanović, Teodora Pavlovska                                                                                                   | [ 52 ] |
| Slovenien      | RTVSLO             | Raiven                      | Veronika                                           | Slovenska                 | Bojan Cvjetićanin, Danilo Kapel, Klavdija Kopina, Martin BezjakPeter Khoo, Sara Briški Cirman                                                          | [ 53 ] |
| Spanien        | RTVE               | Nebulossa                   | ZORRA                                              | Spanska                   | María Bas, Mark Dasousa | [ 54 ] |
| Storbritannien | BBC                | Olly Alexander              | Dizzy                                              | Engelska                  | Oliver Alexander Thornton, Danny L Harle | [ 55 ] |
| Sverige        | SVT                | Marcus & Martinus           | Unforgettable                                      | Engelska                  | Jimmy Thörnfeldt, Joy Deb, Linnea Deb, Marcus Gunnarsen, Martinus Gunnarsen                                                                            | [ 56 ] |
| Tjeckien       | ČT                 | Aiko                        | Pedestal                                           | Engelska                  | Alena Shirmanova-Kostebelova, Steven Ansell | [ 57 ] |
| Tyskland       | NDR                | ISAAK                       | Always on the Run                                  | Engelska                  | Greg Taro, Isaak Guderian, Kevin Lehr, Leo Salminen | [ 58 ] |
| Ukraina        | Suspilne           | Alyona Alyona & Jerry Heil  | Teresa & Maria                                     | Ukrainska, engelska       | Aliona Savranenko, Anton Chilibi, Ivan Klymenko, Jana Sjemajeva                                                                                        | [ 59 ] |
| Österrike      | ORF                | Kaleen                      | We Will Rave                                       | Engelska                  | Anderz Wrethov, Jimmy Thörnfeldt, Julie Aagaard, Thomas Stengaard                                                                                      | [ 60 ] |

### Återkommande artister
| Land      | Artist        | Tidigare år | Placering vid tidigare tillfälle | Placering 2024     |
| --------- | ------------- | ----------- | -------------------------------- | ------------------ |
| Moldavien | Natalia Barbu | 2007        | 10:e                             | 13:e i semifinal 1 |
| Island    | Hera Björk    | 2010        | 19:e                             | 15:e i semifinal 1 |

## Större händelser kring Eurovisionen

### Luxemburg återvände
Den 15 december 2022 kom det uppgifter om att Luxemburgs dåvarande premiärminister, Xaiver Bettel, hade inlett diskussioner med sändningsföretaget RTL om en återkomst till Eurovision Song Contest 2024. Ett team i den luxemburgska regeringen bildades senare för att säkerställa och underlätta landets återkomst till tävlingen. Luxemburg hade senast deltagit i Eurovision Song Contest 1993 där det slutade på en 20:e plats av 25 tävlande. Eftersom landet slutat bland de sju nedersta länderna det året, tvingades de stå över 1994 års tävling. Detta då EBU ville möjliggöra för nya länder att få debutera i tävlingen. Luxemburg valde att inte återkomma 1995 och har sedan dess uteblivit från tävlingen. Landet försökte emellertid att återvända till Eurovision Song Contest 2004, men hoppade av då man inte var beredd att betala deltagaravgiften.
Den 12 maj 2023, dagen före finalen av Eurovision Song Contest 2023, 30 år sedan landets senaste deltagande och 40 år sedan landets senaste vinst, meddelade RTL och EBU att Luxemburg återvänder till tävlingen 2024. "Vi är glada över att Luxemburg återvänder till Eurovision Song Contest – och ännu mer glada över att RTL Luxembourg tar på sig den spännande uppgiften att välja ut 2024 års delegation", sa vd:n för RTL, Christophe Goossens. I och med detta slog Luxemburg nytt rekord för det längsta uppehållet mellan två deltaganden.

### Tvist kring Cyperns uttagning
Det cypriotiska sändningsföretaget CyBC hade från början tänkt använda den femte säsongen av den grekiska talangshowen Fame Story för att välja ut sitt bidrag till 2024 års tävling. Tävlingen skulle sändas av CyBC och filmas i Star Channel-studiorna i Grekland. I slutet av juli 2023 lämnade det grekiska sändningsföretag ERT in ett klagomål till EBU och hävdade att en cypriotisk final som sänds i Grekland via en annan sändare skulle strida mot tävlingens regler. ERT ska även ha hotat att dra sig ur unionen om inga åtgärder vidtogs.
I augusti 2023 kom det uppgifter om att EBU hade ändrat tävlingens regler, på begäran av ERT, och specificerade att "varje nationellt urval av en representant för Eurovision bör genomföras och organiseras under exklusiv kontroll av varje deltagande programföretag" och att "organisationen och produktionen inte får läggas ut på underleverantörer, förutom med EBU:s förhandsgodkännande." CyBC blev ombedda att förtydliga sina avsikter för Fame Story samtidigt som EBU rapporterades ha anordnat en videokonferens med ERT och CyBC för att nå en överenskommelse.
Star Channel bekräftade den 19 augusti 2023 att Fame Story inte skulle användas som Cyperns uttagning till tävlingen och att en annan kanal skulle sända tävlingen i Cypern istället för CyBC. Istället valde CyBC att välja ut både artisten och bidraget internt.

### Kontroversen kring Israels deltagande
Sedan kriget mellan Israel och Hamas bröt ut den 7 oktober 2023 ställdes allt större krav på att diskvalificera Israel från tävlingen på grund av den pågående humanitära krisen till följd av Israels agerande i Gazaremsan. Detta innebar protester mot nationella sändningsföretag i ett antal deltagande länder, särskilt i Island, Finland och Norge, som fick krav om att antingen dra sig ur eller pressa EBU att diskvalificera Israel. Den 8 december 2023 släppte EBU ett uttalande, där man bekräftade att man inte hade någon avsikt att diskvalificera landet: "Eurovision Song Contest är en tävling mellan public service-organisationer från hela Europa och Mellanöstern som är medlemmar i Europeiska radio- och TV-unionen (EBU). Det är en tävling för programföretag – inte regeringar – och det israeliska TV-företaget har deltagit i 50 år", skrev EBU i uttalandet.
I Sverige protesterade många artister mot Israels deltagande, däribland Malena Ernman, Markus Krunegård och Alba August som skrev på en namnlista för att utesluta landet. I en opinionsundersökning genomförd av Verian för TV4 uppgav 37% att Israel borde uteslutas från tävlingen, medan 34% motsatte sig detta. Moriskan i Folkets Park valde också att inte anordna Eurovision fan café, det blev istället Amiralen som anordnade det. Det var även flera demonstrationer och högt säkerhetsläge i Malmö med polis från Norge och Danmark som hjälpte till främst i Hyllie. Den finska representanten Windows95man och den norska gruppen Gåte uttryckte först sin osäkerhet att tävla, men båda bekräftade senare sin medverkan. Det isländska sändningsföretaget RÚV beslöt sig för att diskutera sin medverkan i tävlingen tillsammans med vinnaren av Söngvakeppnin, vilket är den isländska motsvarigheten till Melodifestivalen. Den 11 mars 2024 bekräftade RÚV att man skulle fullfölja sitt deltagande i tävlingen.

### Pro-palestinska gester under tävlingen
Under öppningsnumret av den första semifinalen uppträdde Eric Saade iklädd en keffiyeh. EBU uppgav att hans keffiyeh var en politisk symbol och att man beklagade Saades val att "kompromettera eventets icke-politiska karaktär". I september 2024 berättade Saade i "Uppdrag granskning" att SVT visste om att han skulle "framhäva sitt ursprung på scenen". Inför den första semifinalen ombads Irlands deltagare Bambie Thug att ersätta Ogam -texten skriven på deras kropp som läser "vapenvila" och "frihet för Palestina". De ändrades därefter till "kröna häxan".
Under finalen bar den portugisiska deltagaren Iolanda nagelkonst med palestinska symboler och sa att "fred kommer att råda" i slutet av hennes framträdande. Den portugisiska delegationen hävdade senare att EBU inte laddade upp Iolandas framträdande i finalen på sina plattformar, utan valde att använda framträdandet från semifinalen istället, på grund av detta. Det portugisiska sändningsföretaget RTP skickade ett klagomål till EBU, och Iolandas framträdande i finalen laddades upp senare under showen. EBU uppgav att tekniska svårigheter var orsaken till att framträdandet från semifinalen initialt laddades upp istället för finalen.

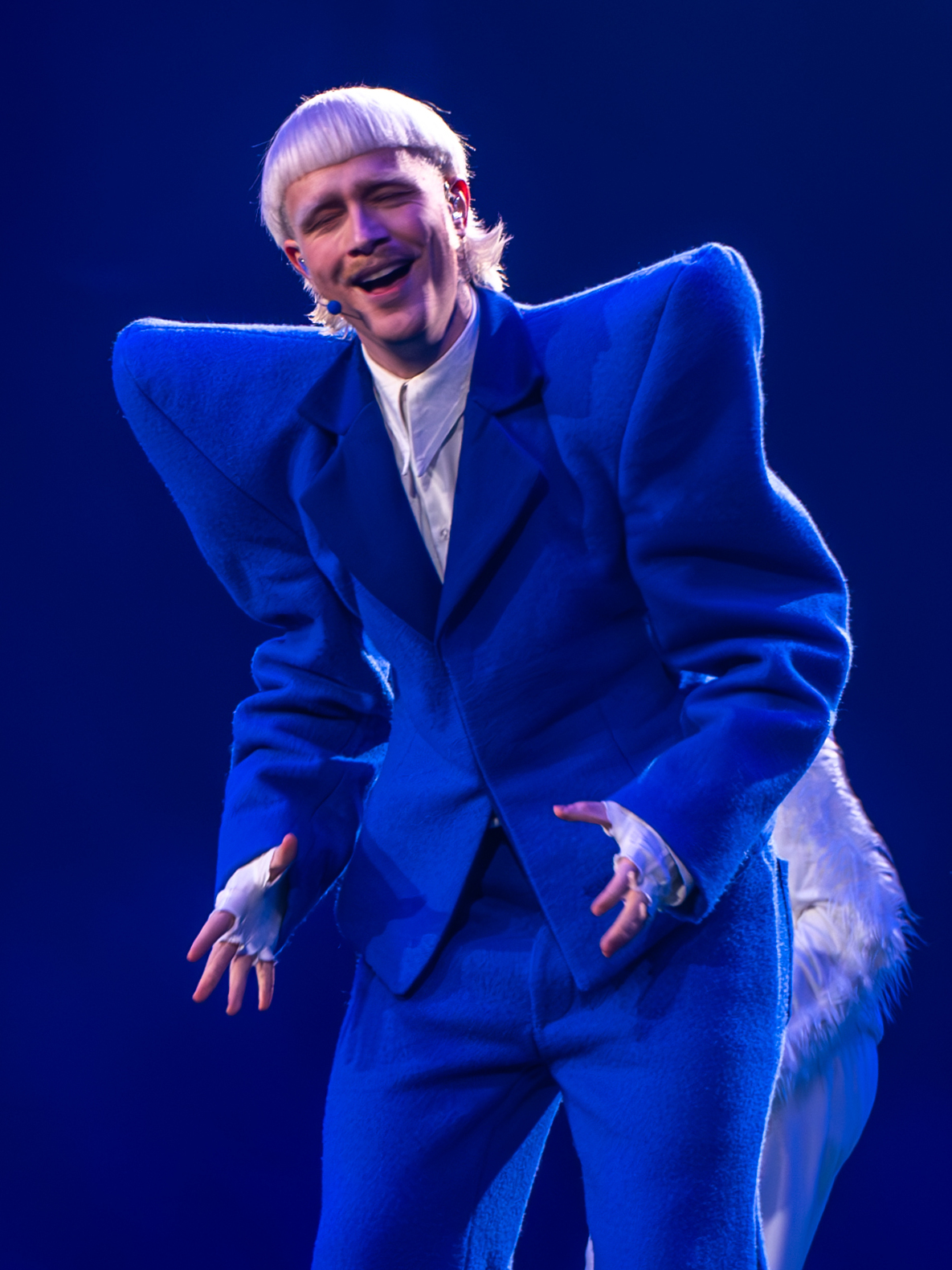
Joost Klein diskvalificerades timmar innan Eurovision-finalen.

### Nederländerna diskvalificerades före finalen
Under finalens första genrep gick man direkt från Luxemburgs bidrag till Israels och hoppade därmed över Nederländerna. Den nederländska artisten Joost Klein hade deltagit i flaggparaden men utan förklaring framförde han inte sitt bidrag "Europapa" under genrepet. EBU meddelade senare att de höll på att utreda en incident rörande Joost Klein och att han inte skulle få repetera tills vidare. Incidenten rapporterades involvera en kvinnlig anställd i produktionsteamet som hade polisanmält Klein för olaga hot. Under lördagen meddelade EBU att Joost Klein diskvalificerades från finalen eftersom han var under pågående utredning. Det var första gången i tävlingens historia som någon diskades mellan semifinalen och finalen. Det nederländska sändningsföretaget AVROTROS släppte senare ett uttalade där det stod att Klein skulle ha gjort en hotfull gest mot en reporter som vägrade att sluta filma honom trots en överenskommelse om att Klein inte skulle filmas. TV-företaget kallade straffet "oproportionerligt" och "chockerande".
Diskvalificeringen ledde till starka reaktioner då Joost Klein hade varit en storfavorit inför finalen. Nikkie de Jager, som skulle avlämna Nederländernas jurypoäng, meddelade att hon hoppade av på grund av diskvalificeringen. Istället fick tävlingens högste ansvarige Martin Österdahl lämna ut poängen, vilket möttes av burop från publiken i arenan. Utredningen mot Klein lades ner den 12 augusti 2024 då det inte gick att bevisa att han haft för avsikt att hota den kvinnliga anställda.

### Aktiva EBU-medlemmar som inte deltar
- Andorra – 21 augusti 2023 bekräftade RTVA att man, efter att ha utvärderat alla alternativ, kommit fram till att inte återvända 2024. Sändningsföretaget uteslöt dock inte en eventuell återkomst i framtiden. Andorra deltog senast 2009.[89]
- Bosnien och Hercegovina – 2 augusti 2023 meddelade det bosniska sändningsföretaget BHRT att landet inte skulle återvända 2024 på grund av obetalda skulder till EBU. Bosnien och Hercegovina deltog senast 2016.[90]
- Bulgarien – Det bulgariska sändningsföretaget BNT uttalade sig inte under en lång tid angående sitt deltagande. Landet fanns inte med när deltagarlistan publicerades den 5 december. 2023 stod landet över av ekonomiska skäl. Bulgarien deltog senast 2022.[91]
- Monaco – 1 september 2023 lanserades landets nya sändningsföretag TVMonaco som skulle ersätta det tidigare TMC,[92] vilket öppnade dörren för en eventuell återkomst. Den 15 september 2023 bekräftade dock TVMonaco att landet inte skulle återvända 2024 på grund av tidsbrist och att sändningsföretaget inte var redo för ett deltagande så tidigt in i lanseringen.[93]
- Montenegro – 3 oktober 2023 rapporterade lokala mediekällor att Montenegro inte skulle återvända till 2024 års tävling.[94] Sändningsföretaget RTCG bekräftade inte påståendet, men landet dök inte upp på den officiella deltagarlistan. 2023 stod landet över av ekonomiska svårigheter. Montenegro deltog senast 2022.
- Nordmakedonien – Trots att budgetplanen publicerad av sändningsföretaget MRT inkluderade en summa för ett deltagande,[95] så dök inte landet upp på deltagarlistan publicerad av EBU den 5 december. Sändningsföretaget förtydligade att detta berodde på dess beslut att fokusera på firandet av 80- och 60-årsjubileet av TV och radio i landet. Nordmakedonien deltog senast 2022.[96]
- Rumänien – Rumänien fanns inte med när deltagarlistan publicerades den 5 december 2023, men EBU bekräftade att det rumänska sändningsföretaget TVR fortfarande var i diskussioner om deras deltagande. "Även om Rumänien för närvarande inte är bekräftad att tävla nästa år, fortsätter samtalen med TVR om deras potentiella deltagande också", skrev EBU i samband med publiceringen av deltagarlistan.[97] TVR förklarade kort därefter att deras deltagande skulle bero på godkännandet av en ny budgetplan, som skulle täcka deltagaravgiften och andra kostnader för att delta.[98] Den 25 januari 2024 röstade styrelsen ned budgeten vilket förhindrar ett rumänskt deltagande.[99]
- Slovakien – 4 juni 2023 bekräftade sändningsföretaget RTVS att landet inte återvänder till 2024 års tävling på grund av ekonomiska skäl. Emellertid beslutade den slovakiska regeringen om en ny finansieringsmodell för offentliga radio- och TV-sändningar, vilket möjliggör en återkomst i framtiden.[100]

### Icke EBU-medlemmar
- Belarus – Då landet inte upprätthåller EBU:s värderingar om tryckfrihet och yttrandefrihet har EBU-styrelsen stängt av landet från unionen, vilket förhindrar deltagande i Eurovision Song Contest.[101]
- Färöarna – Efter att den färöiska artisten Reiley representerat Danmark i Eurovision Song Contest 2023 ökade intresset för ett eget deltagande hos den färöiska publiken. Sändningsföretaget KVF bekräftade att de ville ansöka om medlemskap i EBU före sommaren 2023.[102][103] Det blev däremot inte av och landet dök inte upp på deltagarlistan.
- Kosovo – I oktober 2023 blev La Fazani med låten "Oj Kosova" den första vinnaren av Festivali i Këngës në RTK, som kan liknas med Albaniens uttagning till Eurovision, Festivali i Këngës.[104] Sändningsföretaget RTK har bekräftat att tävlingen planeras att användas som uttagning när Kosovo kan tävla i Eurovision Song Contest, men då de inte är en EBU-medlem kan inte landet delta i tävlingen.
- Ryssland – I samband med landets invasion av Ukraina stängde EBU av alla ryska sändningsföretag den 1 mars 2022. Ryssland kan därför inte delta i Eurovision Song Contest tills beslut om att återuppta medlemskapet fattas.[105]

### Sändning
Följande länder som inte tävlade direktsände ESC 2024:
- Montenegro - RTCG
- Nordmakedonien - MRT
- Slovakien - RTVS

Följande länder som inte tävlade och inte är EBU-medlemmar direktsände ESC 2024:
- Brasilien - Zapping
- Chile - Zapping
- Kosovo - RTK
- Peru - Zapping
- USA - NBC, WJFD-FM

## Semifinalerna

### Semifinallottningen

Länder som tävlar i Semifinal 1
Länder som tävlar i Semifinal 2
Länder som tävlar i finalen och även får rösta och uppträda i Semifinal 1
Länder som tävlar i finalen och även får rösta och uppträda i Semifinal 2

Vilka länder som ska tävla i vilken semifinal avgjordes i semifinallottningen som hölls den 30 januari 2024 i Malmö rådhus i värdstaden Malmö.
Semifinallottningen gick till på följande vis: 31 länder skulle kvala via det två semifinalerna. Dessa delades in i fem olika grupper med sex länder i varje grupp (förutom grupp 3 som innehöll sju länder). Grupperna splittrades sedan under lottningen upp i två delar, med en för varje semifinal. Anledningen till att man utförde denna uppdelning var för att minska möjligheten till så kallad grannlands- och diasporaröstning. Varje land fick även veta om det skulle tävla i första halvan av startfältet eller andra halvan och detta avgjordes också genom lottning på samma sätt. Först efter att alla länder har valt ut artist och bidrag sattes startordningen av tävlingsproducenterna. Lottningen avgjorde även vilken semifinal som det sex direktkvalificerade länderna var tvungna att sända och rösta i. Det blev senare bekräftat att dessa länder även skulle framföra sina tävlande bidrag i samma semifinal.
Innan lottningen hade det israeliska sändningsföretaget IPBC skickat en förfrågan till EBU om att få tävla i den andra semifinalen, eftersom repetitionsdatumen för den första semifinalen sammanföll med Israels minnesdag för förintelsen, Jom HaShoa. Detta godkändes av tävlingens referensgrupp.
Nedan presenteras länderna i respektive grupp:
| Grupp 1                                                           | Grupp 2                                                     | Grupp 3                                                                      | Grupp 4                                                      | Grupp 5                                                              |
| ----------------------------------------------------------------- | ----------------------------------------------------------- | ---------------------------------------------------------------------------- | ------------------------------------------------------------ | -------------------------------------------------------------------- |
| - Albanien - Kroatien - Schweiz - Serbien - Slovenien - Österrike | - Australien - Danmark - Estland - Finland - Island - Norge | - Armenien - Azerbajdzjan - Georgien - Israel - Lettland - Litauen - Ukraina | - Cypern - Grekland - Irland - Malta - Portugal - San Marino | - Belgien - Luxemburg - Moldavien - Nederländerna - Polen - Tjeckien |

### Semifinal 1
Den första semifinalen sändes den 7 maj 2024. Förutom de tävlande länderna röstade Storbritannien, Sverige och Tyskland i denna semifinal. Dessutom delades även en uppsättning poäng ut från en "Rest of the World"-grupp, som består av röster från tittare i icke-deltagande länder. De direktkvalificerade länderna Storbritannien, Tyskland och Sverige framförde sina bidrag under semifinalen efter bidragen från Irland, Island respektive Moldavien.
Färgkod: 
     Länder som gick till final
     Direktkvalificerade
     Sista plats
| Nr | Land           | Artist                      | Bidrag                  | Språk                     | Plats | Poäng |
| -- | -------------- | --------------------------- | ----------------------- | ------------------------- | ----- | ----- |
| 1  | Cypern         | Silia Kapsis                | Liar                    | Engelska                  | 6     | 67    |
| 2  | Serbien        | Teya Dora                   | Ramonda                 | Serbiska                  | 10    | 47    |
| 3  | Litauen        | Silvester Belt              | Luktelk                 | Litauiska                 | 4     | 119   |
| 4  | Irland         | Bambie Thug                 | Doomsday Blue           | Engelska                  | 3     | 124   |
| #  | Storbritannien | Olly Alexander              | Dizzy                   | Engelska                  | —     | —     |
| 5  | Ukraina        | Alyona Alyona & Jerry Heil  | Teresa & Maria          | Ukrainska, engelska       | 2     | 173   |
| 6  | Polen          | LUNA                        | The Tower               | Engelska                  | 12    | 35    |
| 7  | Kroatien       | Baby Lasagna                | Rim Tim Tagi Dim        | Engelska                  | 1     | 177   |
| 8  | Island         | Hera Björk                  | Scared of Heights       | Engelska                  | 15    | 3     |
| #  | Tyskland       | ISAAK                       | Always on the Run       | Engelska                  | —     | —     |
| 9  | Slovenien      | Raiven                      | Veronika                | Slovenska                 | 9     | 51    |
| 10 | Finland        | Windows95man                | No Rules!               | Engelska                  | 7     | 59    |
| 11 | Moldavien      | Natalia Barbu               | In the Middle           | Engelska                  | 13    | 20    |
| #  | Sverige        | Marcus & Martinus           | Unforgettable           | Engelska                  | —     | —     |
| 12 | Azerbajdzjan   | Fahree feat. Ilkin Dovlatov | Özünlə Apar             | Engelska, azerbajdzjanska | 14    | 11    |
| 13 | Australien     | Electric Fields             | One Milkali (One Blood) | Engelska, yankunytjatjara | 11    | 41    |
| 14 | Portugal       | iolanda                     | Grito                   | Portugisiska              | 8     | 58    |
| 15 | Luxemburg      | TALI                        | Fighter                 | Engelska, franska         | 5     | 117   |

Det tio länder som kvalificerade sig till finalen avslöjades i följande ordning:
- Serbien
- Portugal
- Slovenien
- Ukraina
- Litauen
- Finland
- Cypern
- Kroatien
- Irland
- Luxemburg

### Semifinal 2
Den andra semifinalen sändes den 9 maj 2024. Förutom de tävlande länderna röstade Frankrike, Italien och Spanien i denna semifinal. Dessutom delades även en uppsättning poäng ut från en "Rest of the World"-grupp, som består av röster från tittare i icke-deltagande länder. De direktkvalificerade länderna Frankrike, Spanien och Italien framförde sina bidrag under semifinalen efter bidragen från Tjeckien, Lettland respektive Estland.
Färgkod: 
     Länder som gick till final
     Direktkvalificerade
     Sista plats
| Nr | Land          | Artist             | Bidrag                                             | Språk               | Plats | Poäng |
| -- | ------------- | ------------------ | -------------------------------------------------- | ------------------- | ----- | ----- |
| 1  | Malta         | Sarah Bonnici      | Loop                                               | Engelska            | 16    | 13    |
| 2  | Albanien      | BESA               | TITAN                                              | Engelska            | 15    | 14    |
| 3  | Grekland      | Marina Satti       | ZARI                                               | Grekiska            | 5     | 86    |
| 4  | Schweiz       | Nemo               | The Code                                           | Engelska            | 4     | 132   |
| 5  | Tjeckien      | Aiko               | Pedestal                                           | Engelska            | 11    | 38    |
| #  | Frankrike     | Slimane            | Mon Amour                                          | Franska             | —     | —     |
| 6  | Österrike     | Kaleen             | We Will Rave                                       | Engelska            | 9     | 46    |
| 7  | Danmark       | SABA               | SAND                                               | Engelska            | 12    | 36    |
| 8  | Armenien      | Ladaniva           | Jako                                               | Armeniska           | 3     | 137   |
| 9  | Lettland      | Dons               | Hollow                                             | Engelska            | 7     | 72    |
| #  | Spanien       | Nebulossa          | ZORRA                                              | Spanska             | —     | —     |
| 10 | San Marino    | Megara             | 11:11                                              | Spanska             | 14    | 16    |
| 11 | Georgien      | Nutsa Buzaladze    | Firefighter                                        | Engelska            | 8     | 54    |
| 12 | Belgien       | Mustii             | Before the Party's Over                            | Engelska            | 13    | 18    |
| 13 | Estland       | 5MIINUST x Puuluup | (Nendest) narkootikumidest ei tea me (küll) midagi | Estniska            | 6     | 79    |
| #  | Italien       | Angelina Mango     | La Noia                                            | Italienska          | —     | —     |
| 14 | Israel        | Eden Golan         | Hurricane                                          | Engelska, hebreiska | 1     | 194   |
| 15 | Norge         | Gåte               | Ulveham                                            | Norska              | 10    | 43    |
| 16 | Nederländerna | Joost Klein        | Europapa                                           | Nederländska        | 2     | 182   |

Det tio länder som kvalificerade sig till finalen avslöjades i följande ordning:
- Lettland
- Österrike
- Nederländerna
- Norge
- Israel
- Grekland
- Estland
- Schweiz
- Georgien
- Armenien

## Finalen
| Fördelning mellan jury- och teleröstningsresultat Finalen | Fördelning mellan jury- och teleröstningsresultat Finalen | Fördelning mellan jury- och teleröstningsresultat Finalen | Fördelning mellan jury- och teleröstningsresultat Finalen | Fördelning mellan jury- och teleröstningsresultat Finalen |
| Plac.                                                     | Teleröstning                                              | Poäng                                                     | Jury                                                      | Poäng                                                     |
| --------------------------------------------------------- | --------------------------------------------------------- | --------------------------------------------------------- | --------------------------------------------------------- | --------------------------------------------------------- |
| 1                                                         | Kroatien                                                  | 337                                                       | Schweiz                                                   | 365                                                       |
| 2                                                         | Israel                                                    | 323                                                       | Frankrike                                                 | 218                                                       |
| 3                                                         | Ukraina                                                   | 307                                                       | Kroatien                                                  | 210                                                       |
| 4                                                         | Frankrike                                                 | 227                                                       | Italien                                                   | 164                                                       |
| 5                                                         | Schweiz                                                   | 226                                                       | Ukraina                                                   | 146                                                       |
| 6                                                         | Irland                                                    | 136                                                       | Irland                                                    | 142                                                       |
| 7                                                         | Italien                                                   | 104                                                       | Portugal                                                  | 139                                                       |
| 8                                                         | Grekland                                                  | 85                                                        | Sverige                                                   | 125                                                       |
| 9                                                         | Armenien                                                  | 82                                                        | Armenien                                                  | 101                                                       |
| 10                                                        | Litauen                                                   | 58                                                        | Tyskland                                                  | 99                                                        |
| 11                                                        | Sverige                                                   | 49                                                        | Luxemburg                                                 | 83                                                        |
| 12                                                        | Cypern                                                    | 44                                                        | Israel                                                    | 52                                                        |
| 13                                                        | Estland                                                   | 33                                                        | Storbritannien                                            | 46                                                        |
| 14                                                        | Serbien                                                   | 32                                                        | Grekland                                                  | 41                                                        |
| 15                                                        | Finland                                                   | 31                                                        | Lettland                                                  | 36                                                        |
| 16                                                        | Lettland                                                  | 28                                                        | Cypern                                                    | 34                                                        |
| 17                                                        | Luxemburg                                                 | 20                                                        | Litauen                                                   | 32                                                        |
| 18                                                        | Georgien                                                  | 19                                                        | Serbien                                                   | 22                                                        |
| 19                                                        | Tyskland                                                  | 18                                                        | Spanien                                                   | 19                                                        |
| 20                                                        | Portugal                                                  | 13                                                        | Österrike                                                 | 19                                                        |
| 21                                                        | Slovenien                                                 | 12                                                        | Georgien                                                  | 15                                                        |
| 22                                                        | Spanien                                                   | 11                                                        | Slovenien                                                 | 15                                                        |
| 23                                                        | Österrike                                                 | 5                                                         | Norge                                                     | 12                                                        |
| 24                                                        | Norge                                                     | 4                                                         | Finland                                                   | 7                                                         |
| 25                                                        | Storbritannien                                            | 0                                                         | Estland                                                   | 4                                                         |
| —                                                         | Nederländerna                                             | —                                                         | Nederländerna                                             | —                                                         |

Finalen sändes den 11 maj 2024. De 25 finalisterna var:
- The Big Five, vilka är Frankrike, Italien, Spanien, Storbritannien och Tyskland.
- Värdlandet Sverige.
- De tio länder som i den första semifinalen fick högst poäng (endast tittarpoäng).
- De nio (ursprungligen tio) länder som i den andra semifinalen fick högst poäng (endast tittarpoäng).
- Nederländerna skulle framfört sitt bidrag, Europapa, som startnummer 5 men diskvalificerades timmar innan finalen. Övriga länder behöll det startnummer de blivit tilldelade.
- Alla deltagande länder röstade i finalen. I finalen delade varje land ut en uppsättning poäng från sin nationella jury och en uppsättning poäng från den nationella tittarröstningen. Dessutom delades även en uppsättning poäng ut från en "Rest of the World"-grupp, som består av röster från tittare i icke-deltagande länder.

| Nr | Land           | Artist                     | Bidrag                                             | Språk               | Plats | Poäng |
| -- | -------------- | -------------------------- | -------------------------------------------------- | ------------------- | ----- | ----- |
| 1  | Sverige        | Marcus & Martinus          | Unforgettable                                      | Engelska            | 9     | 174   |
| 2  | Ukraina        | Alyona Alyona & Jerry Heil | Teresa & Maria                                     | Ukrainska, engelska | 3     | 453   |
| 3  | Tyskland       | ISAAK                      | Always on the Run                                  | Engelska            | 12    | 117   |
| 4  | Luxemburg      | TALI                       | Fighter                                            | Engelska, franska   | 13    | 103   |
| 5  | Nederländerna  | Joost Klein                | Europapa                                           | Nederländska        | —     | —     |
| 6  | Israel         | Eden Golan                 | Hurricane                                          | Engelska, hebreiska | 5     | 375   |
| 7  | Litauen        | Silvester Belt             | Luktelk                                            | Litauiska           | 14    | 90    |
| 8  | Spanien        | Nebulossa                  | ZORRA                                              | Spanska             | 22    | 30    |
| 9  | Estland        | 5MIINUST x Puuluup         | (Nendest) narkootikumidest ei tea me (küll) midagi | Estniska            | 20    | 37    |
| 10 | Irland         | Bambie Thug                | Doomsday Blue                                      | Engelska            | 6     | 278   |
| 11 | Lettland       | Dons                       | Hollow                                             | Engelska            | 16    | 64    |
| 12 | Grekland       | Marina Satti               | ZARI                                               | Grekiska            | 11    | 126   |
| 13 | Storbritannien | Olly Alexander             | Dizzy                                              | Engelska            | 18    | 46    |
| 14 | Norge          | Gåte                       | Ulveham                                            | Norska              | 25    | 16    |
| 15 | Italien        | Angelina Mango             | La Noia                                            | Italienska          | 7     | 268   |
| 16 | Serbien        | Teya Dora                  | Ramonda                                            | Serbiska            | 17    | 54    |
| 17 | Finland        | Windows95man               | No Rules!                                          | Engelska            | 19    | 38    |
| 18 | Portugal       | iolanda                    | Grito                                              | Portugisiska        | 10    | 152   |
| 19 | Armenien       | Ladaniva                   | Jako                                               | Armeniska           | 8     | 183   |
| 20 | Cypern         | Silia Kapsis               | Liar                                               | Engelska            | 15    | 78    |
| 21 | Schweiz        | Nemo                       | The Code                                           | Engelska            | 1     | 591   |
| 22 | Slovenien      | Raiven                     | Veronika                                           | Slovenska           | 23    | 27    |
| 23 | Kroatien       | Baby Lasagna               | Rim Tim Tagi Dim                                   | Engelska            | 2     | 547   |
| 24 | Georgien       | Nutsa Buzaladze            | Firefighter                                        | Engelska            | 21    | 34    |
| 25 | Frankrike      | Slimane                    | Mon Amour                                          | Franska             | 4     | 445   |
| 26 | Österrike      | Kaleen                     | We Will Rave                                       | Engelska            | 24    | 24    |

### Röstningsordning
| Nr | Land           | Poängutdelare      |
| -- | -------------- | ------------------ |
| 1  | Ukraina        | Jamala             |
| 2  | Storbritannien | Joanna Lumley      |
| 3  | Luxemburg      | Désirée Nosbusch   |
| 4  | Azerbajdzjan   | Aysel Teymurzadeh  |
| 5  | San Marino     | Kida               |
| 6  | Malta          | Matt Blxck         |
| 7  | Kroatien       | Ivan Dorian Molnar |
| 8  | Albanien       | Andri Xhahu        |
| 9  | Tjeckien       | Radka Rosická      |
| 10 | Israel         | Maya Alkulumbre    |
| 11 | Australien     | Danny Estrin       |
| 12 | Danmark        | Stéphanie Surrugue |
| 13 | Spanien        | Soraya Arnelas     |
| 14 | Norge          | Ingvild Helljesen  |
| 15 | Tyskland       | Ina Müller         |
| 16 | Armenien       | Brunette           |
| 17 | Slovenien      | Lorella Flego      |
| 18 | Georgien       | Sopo Chalvasji     |
| 19 | Schweiz        | Jennifer Bosshard  |

| Nr | Land          | Poängutdelare             |
| -- | ------------- | ------------------------- |
| 20 | Moldavien     | Doina Stimpovschi         |
| 21 | Grekland      | Helena Paparizou          |
| 22 | Estland       | Birgit Õigemeel           |
| 23 | Nederländerna | Martin Österdahl1         |
| 24 | Österrike     | Philipp Hansa             |
| 25 | Frankrike     | Natasha St-Pier           |
| 26 | Italien       | Mario Acampa              |
| 27 | Finland       | Toni Laaksonen            |
| 28 | Portugal      | Mimicat                   |
| 29 | Belgien       | Livia Dushkoff            |
| 30 | Island        | Friðrik Ómar Hjörleifsson |
| 31 | Lettland      | Andrejs Reinis Zitmanis   |
| 32 | Irland        | Paul Harrington           |
| 33 | Polen         | Viki Gabor                |
| 34 | Cypern        | Loukas Hamatsos           |
| 35 | Litauen       | Monika Linkytė            |
| 36 | Serbien       | Konstrakta                |
| 37 | Sverige       | Frans                     |

1Nikkie de Jager skulle från början dela ut den nederländska poängen men hoppade av efter diskvalificeringen av Joost Klein. Istället fick tävlingens högste ansvarige Martin Österdahl dela ut Nederländernas poäng. Käärijä skulle ha delat ut Finlands poäng men även han hoppade av på grund av diskvalificeringen av Joost Klein.

## Poängtabeller

### Semifinal 1
|              |     | Totalpoäng | Cypern | Serbien | Litauen | Irland | Ukraina | Polen | Kroatien | Island | Slovenien | Finland | Moldavien | Azerbajdzjan | Australien | Portugal | Luxemburg | Storbritannien | Sverige | Tyskland | Rest of the World |
|              |     |            |        |         |         |        |         |       |          |        |           |         |           |              |            |          |           |                |         |          |                   |
| Tävlande     |     |            |        |         |         |        |         |       |          |        |           |         |           |              |            |          |           |                |         |          |                   |
| Cypern       | 67  |            | 4      |         | 1       |        |         | 4     | 4        | 7      | 2         | 12      | 12        | 7            | 8          | 4        | 1         | 1              |         |          |                   |
| Serbien      | 47  | 5          |        |         |         |        |         | 12    |          | 10     |           |         | 5         |              | 1          | 5        |           |                | 5       | 4        |                   |
| Litauen      | 119 | 10         | 2      |         | 12      | 10     | 7       | 3     | 7        | 6      | 7         | 2       | 3         | 6            | 4          | 10       | 12        | 5              | 8       | 5        |                   |
| Irland       | 124 | 6          | 7      | 8       |         | 8      | 8       | 6     | 3        | 4      | 8         | 5       | 6         | 10           | 7          | 6        | 10        | 6              | 6       | 10       |                   |
| Ukraina      | 173 | 12         | 6      | 12      | 8       |        | 12      | 8     | 10       | 8      | 10        | 10      | 10        | 8            | 12         | 8        | 7         | 10             | 10      | 12       |                   |
| Polen        | 35  |            |        | 4       | 7       | 3      |         |       | 8        | 1      |           |         |           | 1            |            |          | 6         | 3              | 2       |          |                   |
| Kroatien     | 177 | 7          | 12     | 10      | 10      | 12     | 10      |       | 12       | 12     | 12        | 8       | 7         | 12           | 6          | 7        | 8         | 12             | 12      | 8        |                   |
| Island       | 3   | 1          |        |         |         |        |         |       |          |        |           |         |           |              |            |          |           | 2              |         |          |                   |
| Slovenien    | 51  | 2          | 10     | 3       |         |        | 4       | 10    |          |        | 3         | 4       | 1         | 3            | 3          | 1        |           |                |         | 7        |                   |
| Finland      | 59  |            |        | 6       | 5       | 6      | 5       | 5     | 6        | 3      |           |         |           | 5            |            | 2        | 4         | 8              | 3       | 1        |                   |
| Moldavien    | 20  | 3          | 3      |         | 2       | 4      |         | 1     |          |        |           |         | 2         |              | 5          |          |           |                |         |          |                   |
| Azerbajdzjan | 11  |            | 1      | 1       |         | 1      | 1       |       |          |        | 1         | 6       |           |              |            |          |           |                |         |          |                   |
| Australien   | 41  |            |        | 2       | 4       | 5      | 2       |       | 2        |        | 5         | 1       |           |              | 2          | 3        | 5         | 4              | 4       | 2        |                   |
| Portugal     | 58  | 4          | 5      | 5       | 3       | 2      | 3       | 2     | 1        | 2      | 4         | 3       | 4         | 2            |            | 12       | 2         |                | 1       | 3        |                   |
| Luxemburg    | 117 | 8          | 8      | 7       | 6       | 7      | 6       | 7     | 5        | 5      | 6         | 7       | 8         | 4            | 10         |          | 3         | 7              | 7       | 6        |                   |

### Semifinal 2
|               |     | Totalpoäng | Malta | Albanien | Grekland | Schweiz | Tjeckien | Österrike | Danmark | Armenien | Lettland | San Marino | Georgien | Belgien | Estland | Israel | Norge | Nederländerna | Frankrike | Italien | Spanien | Rest of the World |
|               |     |            |       |          |          |         |          |           |         |          |          |            |          |         |         |        |       |               |           |         |         |                   |
| Tävlande      |     |            |       |          |          |         |          |           |         |          |          |            |          |         |         |        |       |               |           |         |         |                   |
| Malta         | 13  |            |       | 3        |          |         |          |           | 5       |          | 4        |            |          |         |         |        |       | 1             |           |         |         |                   |
| Albanien      | 14  |            |       | 5        | 3        |         |          |           |         |          | 2        |            |          |         |         |        |       |               | 4         |         |         |                   |
| Grekland      | 86  | 6          | 8     |          | 8        | 4       | 2        | 2         | 12      |          |          | 6          | 8        |         | 3       | 1      | 6     | 4             | 6         | 5       | 5       |                   |
| Schweiz       | 132 | 8          | 5     | 7        |          | 8       | 8        | 6         | 7       | 7        | 12       | 5          | 7        | 7       | 4       | 7      | 8     | 8             | 8         | 4       | 6       |                   |
| Tjeckien      | 38  | 2          |       |          |          |         | 5        | 1         | 1       | 3        | 6        | 4          |          | 2       | 5       | 3      | 1     |               | 2         | 2       | 1       |                   |
| Österrike     | 46  | 3          | 4     | 4        | 4        | 2       |          | 3         | 4       | 2        |          | 1          | 1        | 3       | 8       | 2      | 2     |               |           | 3       |         |                   |
| Danmark       | 36  | 1          |       |          | 2        |         | 3        |           | 3       | 4        | 7        |            |          | 5       | 1       | 10     |       |               |           |         |         |                   |
| Armenien      | 137 | 5          | 6     | 8        | 6        | 7       | 6        | 5         |         | 5        | 8        | 12         | 6        | 4       | 12      | 5      | 10    | 10            | 7         | 7       | 8       |                   |
| Lettland      | 72  | 7          |       |          | 7        | 5       | 4        | 7         |         |          | 3        | 7          | 5        | 12      |         | 6      | 3     |               |           | 6       |         |                   |
| San Marino    | 16  |            |       |          |          |         |          |           |         |          |          | 3          |          |         |         |        |       |               | 1         | 10      | 2       |                   |
| Georgien      | 54  | 4          | 7     | 6        |          | 1       | 1        |           | 10      |          |          |            | 2        | 1       | 6       |        |       | 6             | 5         | 1       | 4       |                   |
| Belgien       | 18  |            | 2     | 1        |          |         |          |           |         | 1        |          | 2          |          |         | 2       |        | 5     | 5             |           |         |         |                   |
| Estland       | 79  |            | 3     | 2        | 5        | 6       | 7        | 4         | 2       | 12       | 1        |            | 4        |         | 10      | 4      | 7     | 2             | 3         |         | 7       |                   |
| Israel        | 194 | 10         | 12    | 10       | 12       | 12      | 10       | 12        | 6       | 10       |          | 10         | 10       | 8       |         | 12     | 12    | 12            | 12        | 12      | 12      |                   |
| Norge         | 43  |            | 1     |          | 1        | 3       |          | 8         |         | 6        | 5        |            | 3        | 6       |         |        | 4     | 3             |           |         | 3       |                   |
| Nederländerna | 182 | 12         | 10    | 12       | 10       | 10      | 12       | 10        | 8       | 8        | 10       | 8          | 12       | 10      | 7       | 8      |       | 7             | 10        | 8       | 10      |                   |

### Finalen
|          |                | Totalpoäng | Telepoäng | Ukraina | Storbritannien | Luxemburg | Azerbajdzjan | San Marino | Malta | Kroatien | Albanien | Tjeckien | Israel | Australien | Danmark | Spanien | Norge | Tyskland | Armenien | Slovenien | Georgien | Schweiz | Moldavien | Grekland | Estland | Nederländerna | Österrike | Frankrike | Italien | Finland | Portugal | Belgien | Island | Lettland | Irland | Polen | Cypern | Litauen | Serbien | Sverige |
|          |                |            |           |         |                |           |              |            |       |          |          |          |        |            |         |         |       |          |          |           |          |         |           |          |         |               |           |           |         |         |          |         |        |          |        |       |        |         |         |         |
| Tävlande | Sverige        | 174        | 49        | 8       | 6              | 1         | 5            | 2          |       | 2        |          | 8        |        | 5          | 5       | 8       | 3     | 12       |          |           |          |         | 1         | 1        | 6       |               |           |           | 6       | 7       | 3        | 3       | 1      | 5        | 10     | 5     | 2      | 5       | 5       |         |
| Tävlande | Ukraina        | 453        | 307       |         |                | 5         | 1            |            |       | 7        |          | 12       | 8      | 1          | 6       |         | 4     | 4        |          |           | 5        | 2       | 12        | 2        | 10      | 2             | 6         | 10        |         | 8       | 6        | 1       | 3      | 8        | 2      | 10    | 1      | 6       | 1       | 3       |
| Tävlande | Tyskland       | 117        | 18        | 7       | 2              | 4         |              | 1          |       |          |          | 5        | 10     |            |         | 5       | 6     |          | 1        |           | 2        |         |           | 5        | 4       | 5             |           | 8         | 4       | 3       | 2        | 8       | 2      | 4        | 6      | 4     |        | 1       |         |         |
| Tävlande | Luxemburg      | 103        | 20        | 1       | 4              |           | 8            |            | 4     | 5        | 4        |          | 12     | 2          | 1       |         |       | 3        |          | 5         |          |         | 2         | 3        |         |               |           | 7         |         | 4       |          | 2       |        |          | 8      |       | 4      |         |         | 6       |
| Tävlande | Israel         | 375        | 323       |         |                |           |              |            | 3     |          |          |          |        |            |         |         | 8     | 8        |          |           | 3        |         | 3         |          | 5       |               |           | 3         |         |         |          | 5       |        | 2        |        |       | 8      | 4       |         |         |
| Tävlande | Litauen        | 90         | 58        | 5       |                |           |              |            |       |          |          |          |        |            |         |         |       | 1        |          |           |          |         | 5         |          | 2       | 4             |           | 1         |         |         | 7        |         |        |          |        |       |        |         | 7       |         |
| Tävlande | Spanien        | 30         | 11        |         |                |           |              | 6          |       |          |          |          |        |            |         |         |       |          |          |           |          | 1       |           |          |         |               | 4         |           | 7       | 1       |          |         |        |          |        |       |        |         |         |         |
| Tävlande | Estland        | 37         | 33        |         |                |           |              |            |       |          |          |          |        |            |         |         |       |          |          |           |          |         |           |          |         |               | 2         |           | 2       |         |          |         |        |          |        |       |        |         |         |         |
| Tävlande | Irland         | 278        | 136       | 10      | 7              |           | 10           | 7          | 7     | 8        |          | 7        |        | 12         | 7       | 10      |       |          |          | 1         |          | 10      |           |          |         |               | 3         |           | 10      | 6       | 10       | 4       | 7      |          |        | 1     |        | 3       | 2       |         |
| Tävlande | Lettland       | 64         | 28        |         | 3              | 8         |              |            | 5     |          |          |          |        |            | 4       | 4       |       |          |          |           | 8        |         |           |          | 1       | 1             |           |           |         |         |          |         |        |          |        | 2     |        |         |         |         |
| Tävlande | Grekland       | 126        | 85        |         |                |           |              |            |       |          | 7        |          |        |            |         |         | 2     |          | 4        | 2         |          | 12      |           |          |         |               |           | 4         |         |         |          |         |        |          |        |       | 7      |         | 3       |         |
| Tävlande | Storbritannien | 46         | 0         |         |                |           |              |            |       |          |          |          |        | 4          |         | 2       |       |          |          |           |          | 3       |           |          |         |               |           |           |         |         | 4        | 6       | 8      | 3        | 4      |       |        |         | 4       | 8       |
| Tävlande | Norge          | 16         | 4         |         |                |           |              |            |       |          | 6        | 1        |        |            |         |         |       |          |          |           |          |         |           |          |         |               | 1         |           |         | 2       |          |         |        |          |        |       |        | 2       |         |         |
| Tävlande | Italien        | 268        | 104       | 2       | 5              |           | 6            | 10         | 8     | 6        | 10       |          | 6      | 7          |         | 1       | 5     | 2        | 8        | 3         | 7        | 6       | 10        | 8        | 3       | 6             | 10        |           |         |         | 5        | 7       |        |          |        | 7     | 3      |         | 6       | 7       |
| Tävlande | Serbien        | 54         | 32        |         |                |           |              |            |       | 3        | 1        |          |        |            | 2       |         |       |          | 5        | 4         |          |         |           |          |         |               |           |           |         |         | 1        |         |        |          | 1      |       | 5      |         |         |         |
| Tävlande | Finland        | 38         | 31        |         |                |           |              | 4          |       |          |          |          |        | 3          |         |         |       |          |          |           |          |         |           |          |         |               |           |           |         |         |          |         |        |          |        |       |        |         |         |         |
| Tävlande | Portugal       | 152        | 13        | 3       | 12             | 3         |              | 5          | 1     | 12       | 5        | 3        | 3      |            |         | 3       |       |          | 10       | 8         | 4        | 7       | 4         | 6        |         | 8             |           | 12        |         |         |          | 2       | 4      | 1        | 5      | 6     |        | 8       |         | 4       |
| Tävlande | Armenien       | 183        | 82        |         |                | 2         |              | 8          |       |          | 8        | 6        |        |            | 3       |         | 7     | 7        |          | 7         | 6        | 4       |           | 4        |         | 3             | 7         | 6         | 3       |         | 8        |         | 5      | 7        |        |       |        |         |         |         |
| Tävlande | Cypern         | 78         | 44        |         | 1              | 7         | 2            | 3          |       | 1        |          |          |        | 6          |         |         |       |          | 2        |           |          |         |           | 10       |         |               |           |           |         |         |          |         |        |          |        |       |        |         |         | 2       |
| Tävlande | Schweiz        | 591        | 226       | 12      | 10             | 12        | 12           | 12         | 12    |          | 12       | 10       | 5      | 10         | 12      | 12      | 12    | 5        | 7        | 10        | 12       |         | 7         | 12       | 12      | 12            | 12        | 5         | 12      | 12      | 12       | 10      | 6      | 12       | 12     | 12    | 6      | 12      | 10      | 12      |
| Tävlande | Slovenien      | 27         | 12        |         |                |           | 3            |            |       | 10       | 2        |          |        |            |         |         |       |          |          |           |          |         |           |          |         |               |           |           |         |         |          |         |        |          |        |       |        |         |         |         |
| Tävlande | Kroatien       | 547        | 337       | 4       | 8              | 6         | 4            |            | 10    |          | 3        | 2        | 4      | 8          | 8       |         |       | 6        | 6        | 6         | 1        | 8       | 8         |          | 8       | 7             | 8         | 2         | 8       | 10      |          |         | 10     | 6        | 7      | 8     | 12     | 10      | 12      | 10      |
| Tävlande | Georgien       | 34         | 19        |         |                |           | 7            |            | 2     |          |          |          | 2      |            |         |         | 1     |          | 3        |           |          |         |           |          |         |               |           |           |         |         |          |         |        |          |        |       |        |         |         |         |
| Tävlande | Frankrike      | 445        | 227       | 6       |                | 10        |              |            | 6     | 4        |          | 4        | 1      |            | 10      | 7       | 10    | 10       | 12       | 12        | 10       | 5       | 6         | 7        | 7       | 10            | 5         |           | 1       | 5       |          | 12      | 12     | 10       | 3      | 3     | 10     | 7       | 8       | 5       |
| Tävlande | Österrike      | 24         | 5         |         |                |           |              |            |       |          |          |          | 7      |            |         | 6       |       |          |          |           |          |         |           |          |         |               |           |           | 5       |         |          |         |        |          |        |       |        |         |         | 1       |

|          |                | Totalpoäng | Jurypoäng | Ukraina | Storbritannien | Luxemburg | Azerbajdzjan | San Marino | Malta | Kroatien | Albanien | Tjeckien | Israel | Australien | Danmark | Spanien | Norge | Tyskland | Armenien | Slovenien | Georgien | Schweiz | Moldavien | Grekland | Estland | Nederländerna | Österrike | Frankrike | Italien | Finland | Portugal | Belgien | Island | Lettland | Irland | Polen | Cypern | Litauen | Serbien | Sverige | Rest of the World |
|          |                |            |           |         |                |           |              |            |       |          |          |          |        |            |         |         |       |          |          |           |          |         |           |          |         |               |           |           |         |         |          |         |        |          |        |       |        |         |         |         |                   |
| Tävlande | Sverige        | 174        | 125       |         |                |           |              |            | 1     | 2        |          | 3        |        |            | 6       |         | 10    |          |          | 1         |          |         | 8         | 1        | 1       |               |           |           |         |         |          |         | 7      |          |        | 2     | 1      | 1       | 5       |         |                   |
| Tävlande | Ukraina        | 453        | 146       |         | 6              | 7         | 8            | 10         | 12    | 8        | 7        | 12       | 10     | 6          | 10      | 10      | 8     | 8        | 3        | 8         | 12       | 6       | 12        | 3        | 12      | 8             | 7         | 8         | 10      | 6       | 10       | 7       | 5      | 10       | 8      | 12    | 8      | 12      |         | 8       | 10                |
| Tävlande | Tyskland       | 117        | 99        |         |                | 1         |              |            |       |          |          |          | 8      |            |         |         |       |          |          |           |          | 3       |           |          |         |               | 4         |           |         |         |          |         | 2      |          |        |       |        |         |         |         |                   |
| Tävlande | Luxemburg      | 103        | 83        |         |                |           |              |            |       |          |          |          | 12     |            |         |         |       |          |          |           |          |         |           |          |         |               |           | 3         |         |         |          | 1       |        |          |        |       |        |         |         |         | 4                 |
| Tävlande | Israel         | 375        | 52        |         | 12             | 12        | 7            | 12         | 5     |          | 10       | 10       |        | 12         | 8       | 12      | 5     | 12       | 1        | 10        | 8        | 12      | 10        | 7        | 6       | 12            | 10        | 12        | 12      | 12      | 12       | 12      | 8      | 7        | 10     | 5     | 10     | 3       | 3       | 12      | 12                |
| Tävlande | Litauen        | 90         | 32        | 7       | 8              | 4         |              | 1          |       |          |          | 1        |        |            | 1       | 1       | 3     | 2        |          |           |          |         |           |          | 4       | 1             |           |           |         |         |          |         | 4      | 8        | 7      | 3     |        |         |         | 3       |                   |
| Tävlande | Spanien        | 30         | 19        |         |                |           |              |            |       |          |          |          |        |            |         |         |       |          |          |           |          |         |           |          |         |               |           | 2         | 1       | 3       | 3        |         |        |          | 2      |       |        |         |         |         |                   |
| Tävlande | Estland        | 37         | 4         | 4       |                |           |              |            |       | 4        |          |          |        |            |         |         |       |          |          |           |          |         |           |          |         |               |           |           |         | 7       |          |         |        | 12       |        |       |        | 6       |         |         |                   |
| Tävlande | Irland         | 278        | 142       | 8       | 10             |           | 4            | 2          | 4     | 5        |          | 6        |        | 8          | 3       | 7       | 4     | 1        | 2        | 2         | 4        |         | 2         | 2        | 2       | 6             | 2         |           | 3       | 5       | 5        | 2       | 3      | 3        |        | 6     | 2      | 5       | 7       | 4       | 7                 |
| Tävlande | Lettland       | 64         | 36        | 5       | 4              |           |              |            |       |          |          |          |        |            | 4       |         | 2     |          |          |           | 1        |         |           |          | 3       |               |           |           |         |         |          |         |        |          | 5      |       |        | 4       |         |         |                   |
| Tävlande | Grekland       | 126        | 41        |         | 1              | 5         | 1            | 7          | 2     |          | 4        | 2        |        | 3          |         | 2       |       | 5        | 10       |           | 2        | 4       | 3         |          |         | 4             |           | 1         | 2       |         |          | 4       |        |          |        |       | 12     |         | 8       |         | 3                 |
| Tävlande | Storbritannien | 46         | 46        |         |                |           |              |            |       |          |          |          |        |            |         |         |       |          |          |           |          |         |           |          |         |               |           |           |         |         |          |         |        |          |        |       |        |         |         |         |                   |
| Tävlande | Norge          | 16         | 12        | 3       |                |           |              |            |       |          |          |          |        |            |         |         |       |          |          |           |          |         |           |          |         |               |           |           |         | 1       |          |         |        |          |        |       |        |         |         |         |                   |
| Tävlande | Italien        | 268        | 164       |         |                | 3         | 3            | 3          | 8     | 7        | 8        |          | 7      |            |         | 4       |       | 3        | 6        | 3         | 3        | 8       | 4         | 4        |         | 2             | 1         | 4         |         |         | 4        | 3       |        |          | 1      | 4     | 3      | 2       | 4       | 1       | 1                 |
| Tävlande | Serbien        | 54         | 22        |         |                |           |              |            | 3     | 12       | 2        |          |        |            |         |         |       |          |          | 5         |          | 5       |           |          |         |               | 5         |           |         |         |          |         |        |          |        |       |        |         |         |         |                   |
| Tävlande | Finland        | 38         | 7         | 2       | 3              |           |              |            |       |          |          |          |        | 4          | 2       |         | 1     |          |          |           |          |         |           |          | 8       |               |           |           |         |         |          |         | 1      | 1        | 3      | 1     |        |         |         | 5       |                   |
| Tävlande | Portugal       | 152        | 139       |         |                | 6         |              |            |       |          |          |          |        |            |         |         |       |          |          |           |          | 2       |           |          |         |               |           | 5         |         |         |          |         |        |          |        |       |        |         |         |         |                   |
| Tävlande | Armenien       | 183        | 101       | 1       |                |           |              |            |       | 3        | 1        | 5        | 6      | 1          |         | 3       |       | 4        |          |           | 10       | 1       | 1         | 5        |         | 3             | 3         | 10        | 4       |         | 2        | 5       |        | 2        |        |       | 4      |         | 1       | 2       | 5                 |
| Tävlande | Cypern         | 78         | 34        |         |                |           | 6            | 4          |       |          | 5        |          | 1      | 5          |         |         |       |          | 4        | 6         |          |         |           | 12       |         |               |           |           |         |         | 1        |         |        |          |        |       |        |         |         |         |                   |
| Tävlande | Schweiz        | 591        | 365       | 12      | 5              | 2         | 10           | 5          | 6     | 1        | 3        | 7        |        | 7          | 5       | 6       | 6     | 7        | 8        | 4         | 7        |         | 5         | 8        | 7       | 7             | 8         | 6         | 7       | 8       | 6        | 6       | 6      | 4        | 6      | 8     | 6      | 8       | 6       | 7       | 6                 |
| Tävlande | Slovenien      | 27         | 15        |         |                |           |              |            |       | 10       |          |          |        |            |         |         |       |          |          |           |          |         |           |          |         |               |           |           |         |         |          |         |        |          |        |       |        |         | 2       |         |                   |
| Tävlande | Kroatien       | 547        | 210       | 10      | 7              | 10        | 12           | 8          | 10    |          | 12       | 8        | 5      | 10         | 12      | 8       | 12    | 10       | 7        | 12        | 5        | 10      | 7         | 6        | 10      | 10            | 12        | 7         | 8       | 10      | 7        | 8       | 12     | 5        | 12     | 10    | 5      | 10      | 12      | 10      | 8                 |
| Tävlande | Georgien       | 34         | 15        |         |                |           | 5            |            |       |          |          |          | 4      |            |         |         |       |          | 5        |           |          |         |           |          |         |               |           |           | 5       |         |          |         |        |          |        |       |        |         |         |         |                   |
| Tävlande | Frankrike      | 445        | 218       | 6       | 2              | 8         | 2            | 6          | 7     | 6        | 6        | 4        | 2      | 2          | 7       | 5       | 7     | 6        | 12       | 7         | 6        | 7       | 6         | 10       | 5       | 5             | 6         |           | 6       | 4       | 8        | 10      | 10     | 6        | 4      | 7     | 7      | 7       | 10      | 6       | 2                 |
| Tävlande | Österrike      | 24         | 19        |         |                |           |              |            |       |          |          |          | 3      |            |         |         |       |          |          |           |          |         |           |          |         |               |           |           |         | 2       |          |         |        |          |        |       |        |         |         |         |                   |

## Anteckningar
1. 1 2 3  feat. Henri Piispanen.
2. ↑  på uppdrag av ARD.